# Сучасна українська музика
Сучасна українська музика — сукупна назва для всіх процесів, що відбувалися в українській музиці від 1960-х років до сьогодні. Почавшись із періоду вокально-інструментальних ансамблів, які першими почали поєднувати традиції західного рок-н-ролу з українськими мотивами, сучасна українська музика пройшла кілька етапів у своєму розвитку: андеграундний у 1980-1990-х, перший масовий успіх у 2000-х, бум незалежної музики після Євромайдану. 

## Періодизація

### Українська музика перебудови та перших років Незалежності
Розвиток сучасної української музики почався ще на початку 1990-тих років, коли почали з'являтись такі виконавці як Ані Лорак, Олександр Пономарьов, Скрябін (гурт), Руслана Лижичко. Скрябін стали першою українською групою, що за час свого життя змінили та поєднали таку величезну кількість стилів: синтіпоп, пост панк, техно, рейв, «нову хвилю» та інші. Вже в кінці 1990-х років появився і гурт Океан Ельзи, лідером і вокалістом якого є Святослав Вакарчук. Це український рок-гурт, який публіка та критики неодноразово визнавали найкращим концертним гуртом пострадянських країн та Східної Європи. Понад мільйон дисків з піснями ОЕ було продано тільки на території України. Тексти їх пісень дуже чітко відображають настрої нації, а на живих виступах вони доволі часто присвячують пісні подіям та людям, що чіпляють та надихають їх (ось наприклад є пісні, які присвячені та написані про війну в Україні).

## Жанри сучасної української музики
На сучасній українській сцені представлені майже всі музичні напрямки і жанри, такі як рок, метал, інді, кантрі, блюз та джаз, поп музика та інші. Улюблені українцями жанри є: хіп хоп, поп, електронна музика та рок.

### Поп-музика
Такі поп виконавці як Софія Ротару, Ірина Білик, Олександр Пономарьов, ВІА Гра, Вєрка Сердючка, Христина Соловій, Kazka, Go A, Kalush набули особливої популярності. До того ж гурт Kazka став першим україномовним гуртом, який потрапив у топ-10 до всесвітнього чарту Shazam, та став рекордсменом серед українських артистів в YouTube. Go A також давно перетнула кордони України та є популярною за її межами (в тому числі, через участь в Євробаченні). Гурт поєднує український автентичний вокал, сучасні танцювальні біти, африканські барабани та гітарний драйв. alyona alyona, YARMAK, Kalush та інші, виконують український реп. Серед музичних гуртів здобувають популярність вокальні ансамблі, такі як «Піккардійська терція» та «Менсаунд».
Варто також згадати і про ONUKA, український електро-фольк музичний гурт, який виник відносно недавно, а саме у 2013 році, коли вони випустили свій перший сингл — пісню «Look». Вокалістка гурту — Жижченко Наталія, яка є також автором пісень та творчих ідей, на сцені також грає на сопілці, окарині, свистульці, омнікорді, невеликих перкусійних інструментах, а також керує відтворенням семплів.

### Джаз
Із настанням Незалежності джаз визнали в академічному середовищі, відкривши відповідні навчальні програми. Як і з класичною музикою, джаз довгий час не міг пристосуватися до нестачі фінансування та музичного піратства. Однак новий подих в середовище українських джазменів давали фестивалі на зразок Jazz Kolo та Leopolis Jazz Fest, на яких виступали знані в усьому світі джазмени. Не минули даремно також багаторічні популяризаторські зусилля Олексія Когана, який понад десятиліття вів радіопередачі, присвячені джазу.
Тим не менш, станом на кінець 2010-х навряд чи можна було говорити про сформованість джазової сцени в Україні. Адже проєктів, які вирвались за межі джазової спільноти і стали помітним явищем в загальноукраїнському музичному контексті, не так вже й багато. Серед них можна виділити Денниса Аду, Єфима Чупахіна, гурт Pokaz Triо.
Однак, можна виокремити цікаву тенденцію щодо зближення джазової та незалежної (інді) сцени української музики. Прикладом такого зближення можуть бути проєкти Julinoza чи гурт Стаса Корольова, у якому грають джазові музиканти Євген Дубовик та Андрій Бармалій.

## Сучасна класична музика
Класична музика доби незалежності, як і інші культурні галузі, на початках мусила долати пострадянську інституційну інертність. Зокрема, йдеться про застарілі "русифіковані" навчальні програми та проблеми з фінансуванням, що аж ніяк не сприяли розвитку галузі. 
Тим не менш, вже з 1990-х років за меценатські почали проводитись перші фестивалі класичної музики. Відбувається перевідкриття Київського авангарду. Поступово формується незалежна від класичних інституцій спільнота музикантів, що змогла запропонувати слухачам абсолютно нові підходи до роботи з класичною музикою. Такі проєкти, як NOVA OPERA, Open Opera Ukraine та The Claquers посприяли популяризації класики на значно ширшу аудиторію, як і твори на зразок «IYOV» та «Вишиваний. Король України».